# Herbert Tietze
Herbert Anton Karl Tietze (* 17. Juni 1909 in Tetschen; † nach 1960) war ein deutscher Jurist im Dienst des NS-Regimes.

## Biografie
Er studierte Rechtswissenschaften an der Deutschen Karls-Universität in Prag. Als Auskultant war er 1939 am Landgericht Leitmeritz tätig. Es folgte eine Anstellung am Amtsgericht von Reichenberg.
Von Juni 1939 bis Ende 1940 wurde er zum Reichsgericht in Leipzig versetzt, um dort als Übersetzer tschechischer Schriftstücke zu arbeiten. Als Amtsgerichtsrat war er von Januar 1941 bis 1945 am Amtsgericht in Mährisch Trübau tätig.
Tietze betätigte sich auch aktiv in der Politik. So wurde er am 14. Mai 1938 Mitglied in der Sudetendeutschen Partei (SdP). Fünf Monate später, am 25. Oktober 1938, trat er in die SA ein und erhielt den Dienstgrad eines SA-Scharführers.
Er trat der NSDAP am 1. April 1940 bei (Mitgliedsnummer 7.994.787) und wirkte für die NSDAP als stellvertretender Richter am Kreisparteigericht in Mährisch Trübau. Am gleichen Ort übernahm er auch die Funktion eines Sachbearbeiters für die Rechtsberatung beim HJ-Bann 628.
Indem er sich ab Januar 1944 dem SD der SS in Mährisch Schönberg zur Verfügung stellte, beteiligte er sich aktiv an der Unterdrückung der NS-Gegner.
Nach dem Krieg wurde er international gesucht, da er auf der Liste der United Nations War Crimes Commission stand. In den sechziger Jahren war er als Oberlandesgerichtsrat am Oberlandesgericht Karlsruhe tätig.